# Ciceronianus
Ciceronianus, sive de optimo dicendi genere (en español, El Ciceroniano, o del mejor estilo de oratoria) es una obra de Erasmo de Róterdam en forma de diálogo, escrita en latín y cuya editio princeps apareció en 1528 en Basilea impresa por Johann Froben.

## Contenido
La obra se centra en el diálogo entre Buléforo (que representa a Erasmo), Nosópono (a modo de ciceroniano acérrimo) e Hipólogo (personaje de contraste entre ambos oponentes y que apoya finalmente a Buléforo). El tono general es satírico, y su objetivo aparentemente fundamental se refiere a cuestiones retóricas o estéticas vinculadas a la imitatio del estilo ciceroniano.
Buléforo se opone a una copia lineal o simple de Cicerón, y defiende una posición ecléctica sobre el latín humanístico de la época. Nosópono sería un enfermizo admirador del Arpinate, progresivamente sanado de su idolatría. 
También se enumera toda una larga serie de autores tanto clásicos como coetáneos que pueden servir en conjunto como modelos dentro de una sana formación del estilo. Otro aspecto no menos relevante es la crítica erasmiana referida al filopaganismo de algunos de sus contemporáneos. Los imitadores de Cicerón que traducen a Cristo por Júpiter Olímpico Máximo o la Virgen María por Diana aparecen a los ojos de Erasmo como espíritus anacrónicos incapaces de comprender a su época y ajenos al mensaje evangélico. La obra, de intención polémica, tendría encarnizados enemigos en Julio César Escalígero o Étienne Dolet.